# Demi Lovato
Demetria „Demi“ Devonne Lovato (* 20. srpna 1992, Albuquerque, Nové Mexiko, Spojené státy americké) je americká nebinární osoba věnující se zpěvu, herectví a skládání hudby. Na obrazovkách se poprvé objevila v pohádkovém televizním seriálu pro děti Barney a přátelé v roli Angely. Do širšího povědomí se však dostala až v roce 2008, kdy ztvárnila hlavní roli Mitchie Torres v televizním filmu Camp Rock. V témže roce podepsala smlouvu s Hollywood Records a vydala své debutové studiové album Don't Forget. Album se umístilo na druhém místě v hitparádě Billboard 200 a získalo zlatou desku.
V roce 2009 Lovato hrál/a v seriálu Sonny ve velkém světě, kde ztvárnil/a hlavní roli Sonny Munroe, seriál byl vysílán na Disney Channel. Téhož roku vydal/a své druhé album Here We Go Again. Toto album debutovalo na prvním místě v americké Billboard 200 a bylo opět oceněno zlatou deskou. V roce 2010 byl/a ale nucen/a dát si kvůli osobním problémům pauzu od herecké i pěvecké kariéry. Seriál Sonny ve velkém světě byl tak ukončen po odvysílání druhé série. V roce 2011 vydal/a své třetí album Unbroken, do kterého promítl/a své předchozí zdravotní i psychické potíže, patrné zejména v singlu „Skyscraper“. V roce 2012 byl/a porotující/m druhé řady Amerického X Factoru. Po skončení soutěže pracoval/a na svém čtvrtém albu s jednoduchým názvem Demi, které vyšlo v roce 2013. V letech 2015 a 2017 vydal/a další alba Confident a Tell Me You Love Me s platinovými singly „Cool For The Summer“ a „Sorry Not Sorry“.
Během své hudební kariéry absolvoval/a Demi Lovato několik koncertních turné. V roce 2008 byl/a předskakující/m na turné Burnin' Up Tour skupiny Jonas Brothers, téhož roku byl/a též předskakující/m Avril Lavigne a jejího The Best Damn World Tour. O necelý rok později se Demi pustil/a do svého vlastního turné s názvem Demi Live! Warm Up Tour a od té doby následovala další čtyři samostatná turné.
Během své hudební kariéry získal/a několik ocenění a nominací (především v Teen Choice Awards). Mimo svou práci se věnuje filantropickým aktivitám prostřednictvím charitativních akcí, nejčastěji se zaměřuje na životní prostředí a boj proti šikaně na školách.
V roce 2021 oznámil/a, že je nebinární.

## Život a kariéra

### Dětství a kariérní začátky
Demi se narodil/a 20. srpna 1992 v Albuquerque v Novém Mexiku. Rodiči jsou Patrick Lovato a Dianna Hart de la Garza. Matka byla roztleskávačkou Dallas Cowboys a country zpěvačkou. Demi je mexicko-irsko-italského původu. Má starší sestru Dallas Lovato, mladší sestru Madison de la Garza (společná matka) a další mladší sestru Amber (společný otec). S tou však poprvé promluvil/a až ve 20 letech. Rodiče se rozvedli v roce 1994.
Demi vyrůstal/a v Dallasu v Texasu. Kariéru začal/a v roce 2002 stejně jako Selena Gomez v televizním seriálu Barney & Friends. Hrál/a zde postavu sedmileté Angely. V sedmi letech se začal/a věnovat hře na piáno a hře na kytaru. V deseti letech se přihlásil/a do kurzu herectví a tance. V rozhovoru s Ellen DeGeneres prozradil/a, že byl/a obětí šikany, a proto rodiče požádali o domácí vzdělávání. Maturitu získal/a v dubnu 2009. Šikana ale nezůstala bez následků. Demi trpěl/a poruchou příjmu potravy, sebepoškozováním, depresemi a neuměl/a zvládat své emoce. (Později spadl/a do závislosti na drogách.) Během života se kvůli těmto obtížím několikrát léčil/a.

### 2006–2008: Camp Rock a Don't Forget

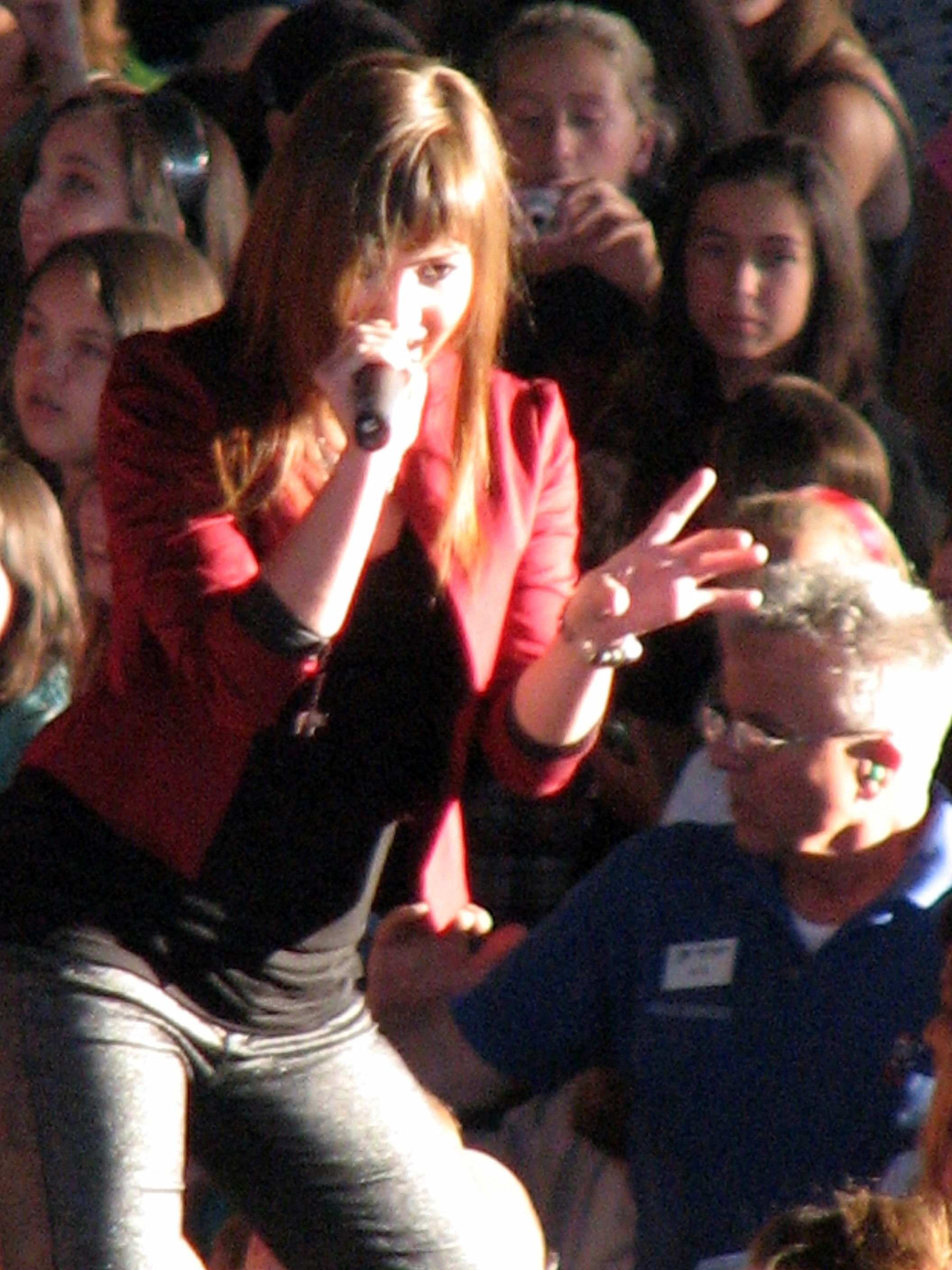
Demi Lovato vystupuje na svém prvním turné „Demi Live! Warm Up Tour“

V roce 2006 se objevil/a v seriálu Útěk z vězení a následující rok v seriálu Just Jordan. V roce 2007 a 2008 hrál/a roli Charlotte Adams v krátkém televizním seriálu As the Bell Rings na Disney Channel. V témže roce se ucházel/a o role v televizním filmu Camp Rock a seriálu Sonny ve velkém světě. Obě role získal/a. V Camp Rock si zahrál/a hlavní roli Mitchie Torres. Film měl premiéru na kanále Disney Channel 20. června 2008 a zhlédlo ho 8,86 milionů diváku, u kritiků ale nebyl přijat nejlépe. David Hinkley z Daily News prohlásil, že děj byl příliš podobný filmu Muzikál ze střední. Gillian Flynnová z Entertainment Weekly napsala, že herecký výkon Demi Lovato byl „zklamáním, a že má bezmyšlenkovitý úsměv někoho, komu se často opakuje, že má skvělý úsměv“. Filmový soundtrack vyšel již tři dny před premiérou filmu, ale nepředčil soundtrack již zmíněného Muzikálu ze střední. Demi nazpíval/a k soundtracku čtyři skladby, včetně "This Is Me" a "We Rock". V létě 2008 pak absolvoval/a své první turné Demi Live! Warm Up Tour a vystoupil/a jako předskokan/ka Jonas Brothers na jejích turné Burnin' Up.
Debutové album Don't Forget vydal/a 23. září 2008 a kritika ho přijala pozitivně. Stephen Thomas Erlewine z AllMusic jej označil za "čistý pop pro děti od 10 do 12 let". Max Paradise ze Sputnikmucis ocenil příjemnou přirozenost alba, zatímco Michael Slezak byl kritičtější kvůli textům a vokálům. Album debutovalo na druhém místě v žebříčku Billboard Hot 200 s 89 000 prodanými kopiemi během prvního týdne prodeje. Album získalo zlatou desku od Recording Industry Association of America (RIAA) za více než 500 000 prodaných kusů jen v USA. Úvodní singl "Get Back" byl chválen pro svůj pop-rockový styl a v žebříčku US Billboard Hot 100 dosáhl na 43. místo. Druhý singl La La Land se vyznačoval pro změnu silně rockovými prvky. V žebříčku se umístil nejlépe na 52. místě. Závěrečný singl, který nesl stejný název jako album, tedy "Don't Forget", se umístil v žebříčku na 67. místě.

### 2009–2010: Sonny ve velkém světě a Here We Go Again

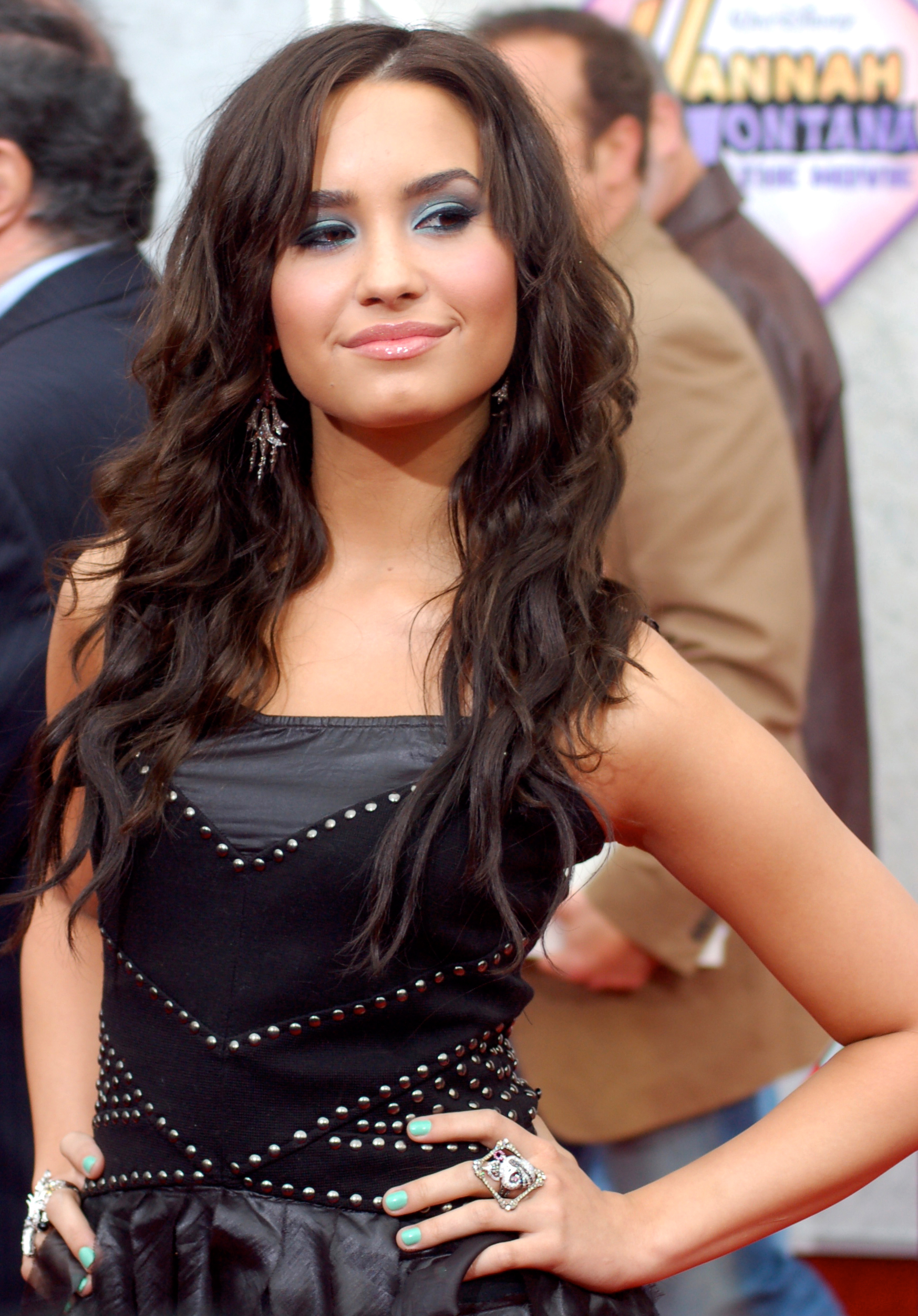
Demi Lovato v roce 2009 na premiéře filmu Hannah Montana: The Movie

V roce 2009 spolu s Miley Cyrus, Selenou Gomez a Jonas Brothers nazpíval/a charitativní píseň "Send It On", která sloužila jako ústřední melodie pro ekologickou organizaci Disney Friends For Change. Dne 8. února měl na kanále Disney Channel premiéru první díl televizního seriálu Sonny ve velkém světě, kde Demi ztvárnil/a hlavní roli Sonny Monroe, která pracuje v reality show "Náhody". Robert Lloydem z Los Angeles Times označil herecký výkon jako velmi dobrý. V červnu 2009 měl na Disney Channel premiéru film Program na ochranu princezen, kde hrál/a princeznu Rosalindu po boku Seleny Gomez. Tento film, který se stal třetím nejvýše ohodnoceným původním filmem od Disney Channel, zhlédlo při premiéře okolo 8,5 milionů diváků.
Dne 21. července 2009 vydala druhé studiové album Here We Go Again. I toto album bylo kritiky příznivě hodnoceno, zejména pop-rockové prvky, které byly patrné i u debutového alba Don't Forget. Album v prvním týdnu prodeje ovládlo žebříček Billboard Hot 200 s prodejem okolo 108 000 kopií. Ještě před vydáním alba se Demi vydal/a na své letní turné Summer Tour 2009. Z alba Here We Go Again vyšly dva singly, první z nich měl stejný název jako album. V žebříčku Billboard Hot 100 se umístil nejlépe na 15. místě a byl tak prvním singlem Demi Lovato, který pronikl do první čtyřicítky. Druhým singlem byl "Remember December", který však v Billboard Hot 100 nepronikl ani do první stovky. V té době se Demi Lovato umístil/a jako 40. nejlepší umělec v USA a 80. v Británii.
V březnu 2010 nazpíval/a duet s Joe Jonasem jako druhou charitativní píseň pro Disney Friends For Change a byl/a přizván/a jako host/ka na turné Jonas Brothers. Rovněž si zahrál/a v 22. epizodě šesté řady seriálu Chirurgové, kde ztvárnil/a teenagerku trpící schizofrenií. Kritici sice ocenili všestrannost Demi Lovato, ovšem herecký výkon je příliš nenadchl a roli považovali spíše za lákadlo pro diváky.
Ve filmu Camp Rock 2: Velký koncert si zopakoval/a hlavní roli Mitchie Torres. Film měl premiéru 3. září 2010 a kritika ho přijala rozporuplně. Neshoda panovala především v názorech na zápletku. Na webu Rotten Tomatoes film dosáhl hodnocení 40%. Herecký výkon Demi byl však hodnocen vesměs pozitivně, například Jennifer Armstrong z Entertainment Weekly jej označila jako "spolehlivě atraktivní". Premiéru filmu na Disney Channel zhlédlo kolem 8 miliónů diváků, čímž šlo o nejúspěšnější premiéru televizního filmu na amerických kabelových televizích v roce 2010. Soundtrack k filmu vyšel 10. srpna a debutoval na třetím místě žebříčku US Billboard 200. Demi nazpívala celkem devět písní, včetně "Can't Back Down" a "Wouldn't Change a Thing". Připravované turné Jonas Brothers bylo upraveno tak, aby zahrnovalo Demi a další herce z filmu. Začalo 7. srpna, o dva týdny později, než bylo plánováno.

### 2010–2012: Osobní problémy, přestávka aUnbroken

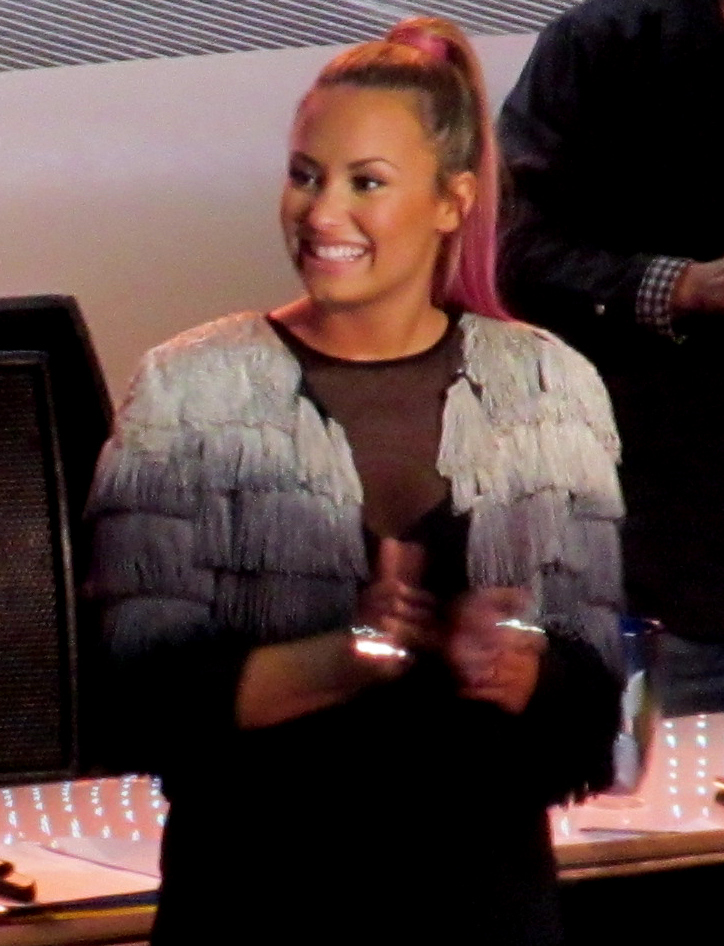
Demi Lovato v roce 2012 na propagační akci k soutěži Americký X Factor

Dne 30. října 2010 se Demi stáhl/a z turné Jonas Brothers s názvem Jonas Brothers Live in Concert. Důvodem byl konflikt s jednou z tanečnic na turné, což vedlo k intervenci rodiny a managementu. Demi přijal/a za spor osobní zodpovědnost a nastoupila na tři měsíce do léčebného zařízení, kde jí byla diagnostikována bipolární porucha a bulimie. Léčbu pak ukončil/a 28. ledna 2011. Potvrdila, že trpěla bulimii a také sebepoškozováním a své problémy později často řešil/a návykovými látkami a alkoholem. Podle svých slov utrpěl/a nervové zhroucení. Toto období pak komentoval/a v rozhovoru pro E! News: "Žil/a jsem rychle a měl/a jsem umřít v mládí. Nemyslel/a jsem si, že se dožiju 21 let." V dubnu se v časopise Seventeen rozpovídal/a o svém osobním bojí a diskutoval/a na téma problémů dospívajících dívek. V dubnu také oznámil/a svůj odchod ze seriálu Sonny ve velkém světě, což producenty přimělo seriál ukončit. Demi sice oznámil/a svoji ochotu se vrátit k herectví, až se bude cítit lépe, ovšem Disney Channel se rozhodl vytvořit seriál So Random, který navazoval na Sonny ve velkém světě, ale již bez postavy Demi Lovato. Tento seriál byl však hned po první sezóně zrušen.
20. září 2011 vydal/a třetí studiové album s názvem Unbroken. Toto album již mělo méně pop-rockových prvků a Demi spíše experimentoval/a s R&B. Kritiky bylo přijato s nadšením s tím, že Demi měl/a díky svým osobním bojům kde čerpat a hudba tak byla více osobnější než u předchozích dvou alb. Úvodním singlem z tohoto alba byl "Skyscraper", který si získal univerzální uznání za své poselství sebeúcty a důvěry. Tento singl dosáhl v žebříčku Billboard Hot 100 na 10. místo. Druhým singlem alba byl "Giver You Heart a Break", který v žebříčku dosáhl na 16. místo. Zatímco singl "Skyscraper" byl certifikován v USA jako platinový (1 000 000 prodaných kopií), "Give Your Heart a Break" byl jako platinový certifikován dokonce třikrát.
V březnu 2012 odvysílala MTV dokument Stay Strong o zhroucení, léčbě a uzdravování Demi Lovato. Zároveň Demi začal/a pracovat na svém čtvrtém albu. V květnu se stal/a součástí poroty druhé řády pořadu Americký X Factor s platem kolem 1 milionu dolarů. Přidala se tak k Britney Spears, Simonu Cowellovi a L.A. Reidovi. Spekulovalo se, že byl/a vybrán/a, aby přilákal/a ke sledování pořadu mladší publikum.
Od června do září 2012 Demi vystupoval/a na letním turné s názvem Summer Tour 2012. Později jej přejmenoval/a na A Special Night with Demi Lovato. Navštívil/a během něj různé americké státy. V září 2012 vyhrál singl "Skyscraper" na MTV Video Music Awards 2012 v kategorii "Nejlepší video s poselstvím".
24. prosince 2012 uveřejnil/a na YouTube hudební video "Angels Among Us", které bylo věnováno obětem masakru na Sandy Hook Elementary School, který se odehrál o necelých 14 dní dříve.

### 2013–2014:Demia Glee
24. února 2013 vydal/a první singl připravovaného alba s názvem "Heart Attack". Získal si kladné hodnocení kritiky za zahrnutí prvků synthpopu a akustickou instrumentaci s baskytarou a bubny. Debutoval na 12. místě žebříčku US Billboard Hot 100 a jeho 215 000 prodaných kopií za první týden bylo třetím nejúspěšnějším debutem za celý rok 2013. Album Demi bylo vydáno 10. května 2013. Opustila v něm R&B, se kterým experimentoval/a v Unbroken a zaměřil/a se na synthpop a teen pop. Album debutovalo na třetím místě žebříčku US Billboard 200 a se zhruba 110 000 prodanými kopiemi za první týden se stalo nejlepším debutem dosavadní kariéry Demi Lovato.
V červnu vyšla na iBooks elektronická kniha Demi. Rovněž absolvoval/a režisérský debut jako spolurežisér/ka hudebního videa ke druhému singlu z alba Demi – "Made in the USA". Do soundtracku k filmu Mortal Instruments: Město z kostí přispěl/a písní Heart by Heart. 22. srpna 2013 bylo oznámeno, že se objeví v šesti epizodách páté řady seriálu Glee. První epizoda s Demi byla odvysílána 3. října. 19. listopadu vydala knihu s názvem Staying Strong: 365 Days a Year, která pronikla na první místo žebříčku bestsellerů New York Times.
Již v březnu toho roku byla také potvrzena účast Demi Lovato v porotě třetí řady X Factoru. Odhadovalo se, že zhruba s dvojnásobnou odměnou. Třetí sezóna X Factoru pak měl/a premiéru 21. listopadu. 18. prosince však Demi oznámil/a, že se nezúčastní chystané čtvrté řady, aby se mohl/a soustředit na turné a přípravu svého pátého alba.
Velké koncertní turné Demi Lovato s názvem Neon Lights Tour bylo zahájeno 9. února 2014 a trvalo až do 17. května. Zahrnovalo řadu koncertů v Severní i Jižní Americe. 29. května předběžně ohlásil/a další turné s názvem Demi World Tour, které mělo zahrnovat zhruba 25 koncertů, poprvé i mimo Ameriku. 11. května vydal/a čtvrtý singl "Really Don't Care" a o tři dny později k písničce vyšel videoklip. Dne 18. května bylo potvrzeno, že Demi se bude podílet na písničce "Somebody to You" od skupiny The Vamps. Nahrál/a také coververzi písně "Let It Go" k filmu Ledové království (v originálu Frozen), která vyšla jako singl k soundtracku filmu a stala se dvakrát platinovou.
V listopadu 2014 vydal/a deluxe verzi svého čtvrtého studiového alba "DEMI DELUXE", na kterém je 7 nových písní. Na písni "Up" spolupracovala s Ollym Mursem. Také spolupracoval/a se svým kamarádem Nickem Jonasem na písni "Avalanche", která se objevila na jeho album nazvaném Nick Jonas. Vydal/a řadu kosmetiky nazvanou Devonne by Demi. V prosinci 2014 pak vyšel videoklip k písni "Nightingale"

### 2015–2016:Confident

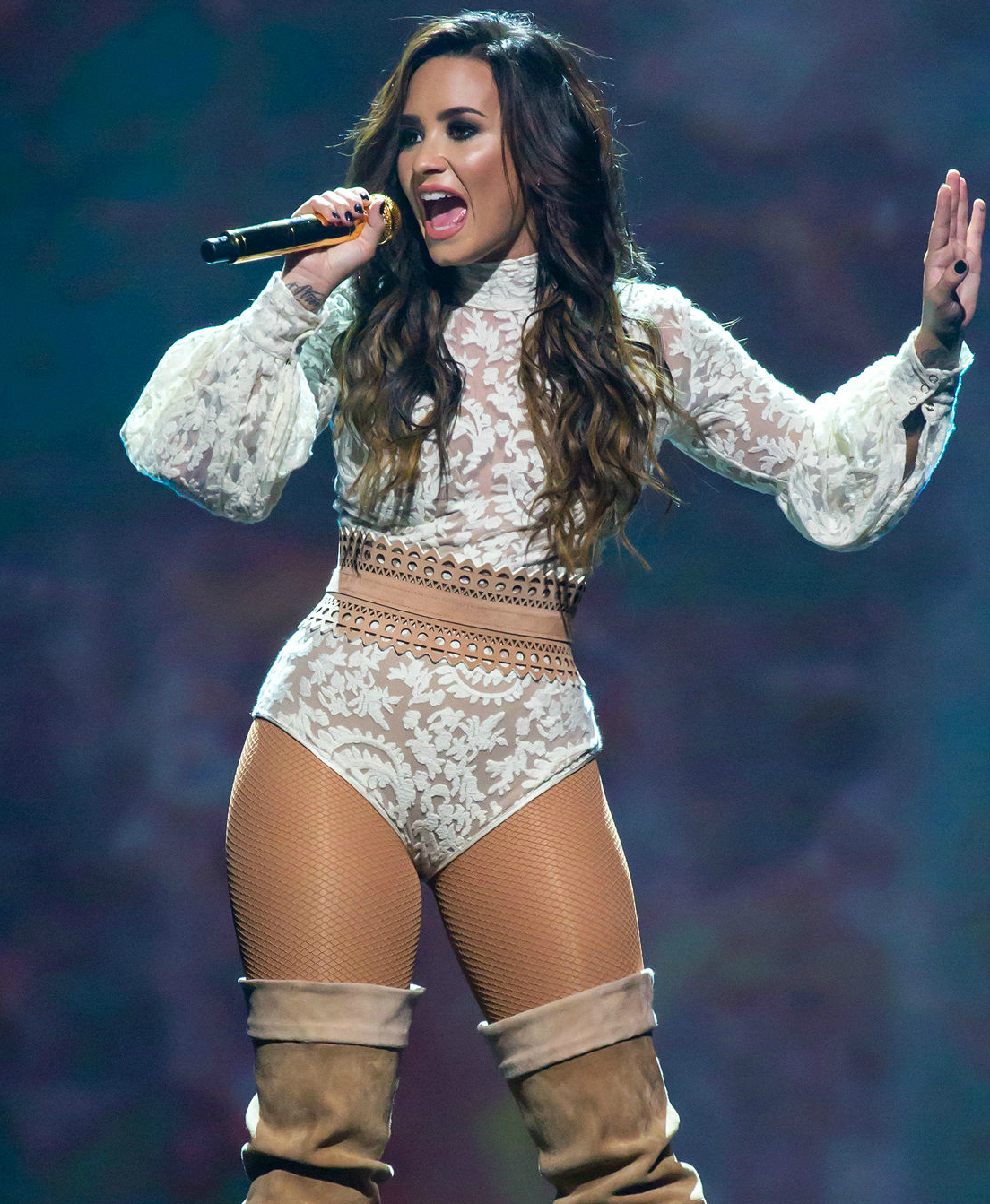
Demi Lovato během vystoupení na Future Now Tour, prosinec 2016

V květnu 2015 Billboard oznámil, že se Demi připravuje připojit k nové nahrávací společnosti Safehouse Records, ve které bude také spoluproducentem. Společnost měl/a vlastnit on/a, Nick Jonas a manažer Demi Lovato, Phil McIntyre, a vytvořit tak novou kolaboraci se společností Island Records. 25. června oznámil/a vydání singlu "Cool for the Summer", který dosáhl na 11. místo v US Billboard Hot 100 a získal dvakrát platinové ocenění.
Páté album Confident vyšlo 16. října 2015 a získalo obecně kladná přijetí od hudebních kritiků. Album se umístilo na druhé příčce žebříčku Billboard 200 a za první týden se prodalo 98 000 kopií. V červenci 2016 bylo album oceněno Zlatou deskou RIAA a ve Spojených státech se ho prodalo 211 000 kusů.
Zahrál/a si také v několika epizodách amerického hororového seriálu Od soumraku do úsvitu, který je inspirován stejnojmenným filmem.

### 2017–2018:Tell Me You Love Me
V únoru 2017 Demi Lovato produkoval/a dokument Beyond Silence, který sleduje tři lidi a jejich zkušenosti s duševními poruchami včetně bipolární poruchy, schizofrenie, deprese a úzkostné poruchy. V březnu 2017 vyšla píseň "No Promises" DJ tria Cheat Codes, na které spolupracoval/a. Společně s anglickou raperkou Stefflon Don se dále podílel/a na písni "Instruction" anglického DJ Jax Jonese, která vyšla v červnu 2017. V roce 2017 se dostal/a do výročního žebříčku 100 nejvlivnějších lidí světa amerického časopisu Time. 8. května 2017 oznámil/a spolupráci s firmou Fabletics, která vyrábí sportovní oblečení, na podporu iniciativy Organizace spojených národů Girl Up.
V červenci 2017 vydal/a první singl "Sorry Not Sorry" z připravovaného šestého alba, který se umístil na 6. příčce žebříčku v Novém Zélandu a v USA a v Austrálii dosáhl 8. příčky a získal pětkrát platinové ocenění od RIAA. Album Tell Me You Love Me vyšlo 29. září a během prvního týdne se ho prodalo 48 000 kusů, což ho umístilo na třetí příčce žebříčku Billboard 200. Hudební kritikou bylo přijato kladně.
Prostřednictvím Youtube zveřejnil/a 17. října dokument "Demi Lovato: Simply Complicated", kde se vyznává ze svých problémů se závislostí, depresemi, bulimií a sebepoškozováním. 26. října 2017 Demi Lovato a DJ Khaled oznámili společné turné Demi x Khaled. 17. listopadu vydala píseň "Échame La Culpa", kterou s ní/m nazpíval Luis Fonsi. V květnu pak zpěvačka Christina Aguilera vydala na svém albu Liberation i píseň "Fall in Line" na které Demi hostoval/a. S britskou skupinou Clean Bandit pak nahrál/a píseň "Solo".

### 2018–současnost
Po dvouletém odchodu oznámil/a na začátku roku 2020 návrat k hudbě a vystoupil/a s písní "Anyone" na 62. předávání cen Grammy. V březnu pak vydal/a nový singl "I Love Me", ve kterém se snaží hledat nový vztah k sobě a smiřuje se se strastmi dosavadního života.

## Dobročinnost

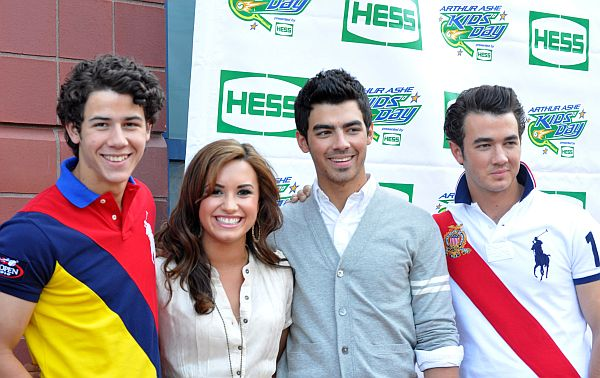
Demi Lovato se skupinou Jonas Brothers v New Yorku v roce 2010

V květnu 2009 byl/a jmenován/a organizací "American Partnership For Eosinophilic Disorders" (Americké partnerství pro eozinofilní poruchy) čestným velvyslancem pro oblast vzdělání. V rámci své účasti v kampani "Disney Friends For Change" spolu se Selenou Gomez, Miley Cyrus a Jonas Brothers nazpíval/a ústřední melodii kampaně "Send It On". V roce 2009 píseň debutovala v žebříčku Billboard Hot 100 na 20. místě. Výtěžek byl věnován charitativním organizacím zaměřeným na ochranu životního prostředí prostřednictvím nadace "Disney Worldwide Conservation Fund". Další píseň pro kampaň "Disney Friends For Change" nazpíval/a spolu s Joem Jonasem v březnu 2010, s názvem "Make a Wave".
Je, či byl/a, mluvčí různých organizací zaměřujících se na práci s mládeží. Bojuje především proti šikaně na školách. V dubnu 2012 se stal/a přispívající/m magazínu Seventeen, kde otevřeně popisoval/a své dřívější osobní problémy.
V květnu 2014 byl/a díky svým aktivitám na podporu LGBT komunity jmenován/a Velkým maršálem na LA Pride Parade a v New Yorku byl/a hlavní umělec/umělkyně na NYC Pride Week.

## Osobní život
V březnu 2009 řekl/a: „Mou prvotní vášní je hudba, neboť ke mně přichází přirozeně. Herectví je pro mě jako koníček.“ V roce 2009 chodil/a se starším bratrem Miley Cyrus, Tracem Cyrusem. V roce 2010 se krátce scházel/a s Joem Jonasem ze skupiny Jonas Brothers. Na své osmnácté narozeniny zakoupil/a v Los Angeles vilu v mediteránském stylu. V roce 2010 začal/a chodit s hercem Wilmerem Valderramou, po 6 letech vztahu se však oba dohodli, že vztah ukončí. V červnu 2016 oznámili konec svého vztahu na sociálních sítích.
Demi neměl/a zájem o navázáni vztahu s otcem, který se s matkou rozvedl dva roky po narození Demi. K otci se vyčítavě obrací s otázkami v písni For the Love of a Daughter z alba Unbroken (2011). Píseň byla údajně motivována sérií rozhovorů, které otec Demi Lovato poskytl médiím, aby se přiživil na popularitě. Otec zemřel na rakovinu v červnu 2013, ve věku 53 let. Po jeho smrti prohlásil/a, že byl duševně nemocný (trpěl bipolární poruchou a měl problémy s alkoholem) a na jeho památku založil/a "Lovato Treatment Scholarship Program", program na hrazení léčby duševně nemocných pacientů.
V květnu 2021 oznámil/a na sociálních sítích, že patří mezi nebinární lidi a preferuje oslovování zájmeny they/them (onikání). Na počátku srpna 2022 v rozhovoru uvedla, že si opět osvojila zájmena she/her.

### Zdravotní potíže
Demi Lovato byla diagnostikována bipolární porucha. Léčila se s bulimií, kterou trpěla matka i babička, a sebepoškozováním, se kterými bojuje od 9 let. Kvůli problémům s drogami a alkoholem se rozhodl/a na začátku roku 2012 pobývat rok v odvykacím zařízení a navštěvovat terapeutická sezení pro alkoholiky. V březnu 2016 pak oslavil/a na sociálních sítích čtyři roky bez alkoholu. V roce 2018 vydal/a singl s příznačným názvem "Sober", kde se omlouval/a rodině a fanouškům za to, že nedokázal/a dodržet své předsevzetí s drogami přestat. Téhož roku byl/a následně hospitalizován/a kvůli předávkování neznámou drogou, v médiích ale vyloučil/a, že by šlo o heroin či kokain, který dříve užíval/a.

### Přesvědčení
Demi se hlásí ke křesťanství. V roce 2019 navštívil/a svatá místa v Izraeli, aby se nechala pokřtít v řece Jordán. Také aktivně podporuje práva homosexuálů. Když v červnu 2013 Nejvyšší soud USA zrušil jako neústavní ustanovení federálního zákona, které neuznávalo homosexuální sňatky, třebaže platné v jednotlivých státech federace, za platné na federální úrovni a pro účely federálních zákonů, napsal/a na svém twitterovém účtu: „Gay, hetero, lesba, bisexuál … nikdo není lepší než kdokoli jiný. Je to skvělý den pro Kalifornii a pro rovnoprávnost.“ Později prohlásil/a: „Věřím v manželství, věřím v rovnoprávnost. Myslím, že je zde spousta pokrytectví v souvislosti s náboženstvím. Ale zjistil/a jsem, že si můžete vytvořit vlastní vztah k Bohu, a stále v sobě mám spoustu víry.“ V listopadu 2013 v interview pro časopis Latina řekl/a: „Jsem nyní Bohu blíže než kdykoli dříve. K Bohu mám vlastní vztah a to jediné je důležité.“ Dodal/a, že víru považuje za důležitý prvek pro udržení rovnováhy v životě.

## Diskografie

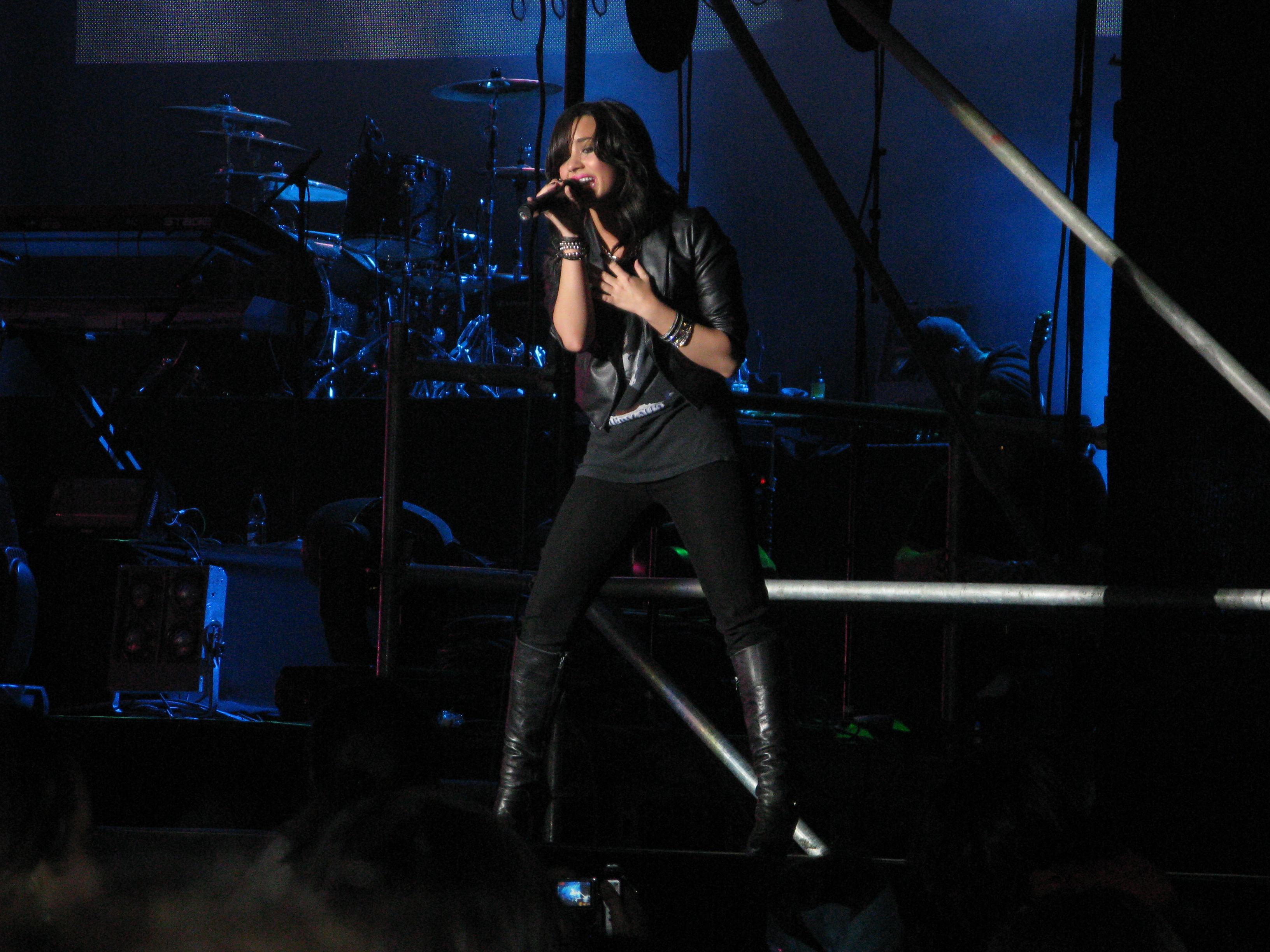
Demi Lovato na zahajovacím koncertu s Jonas Brothers v roce 2009

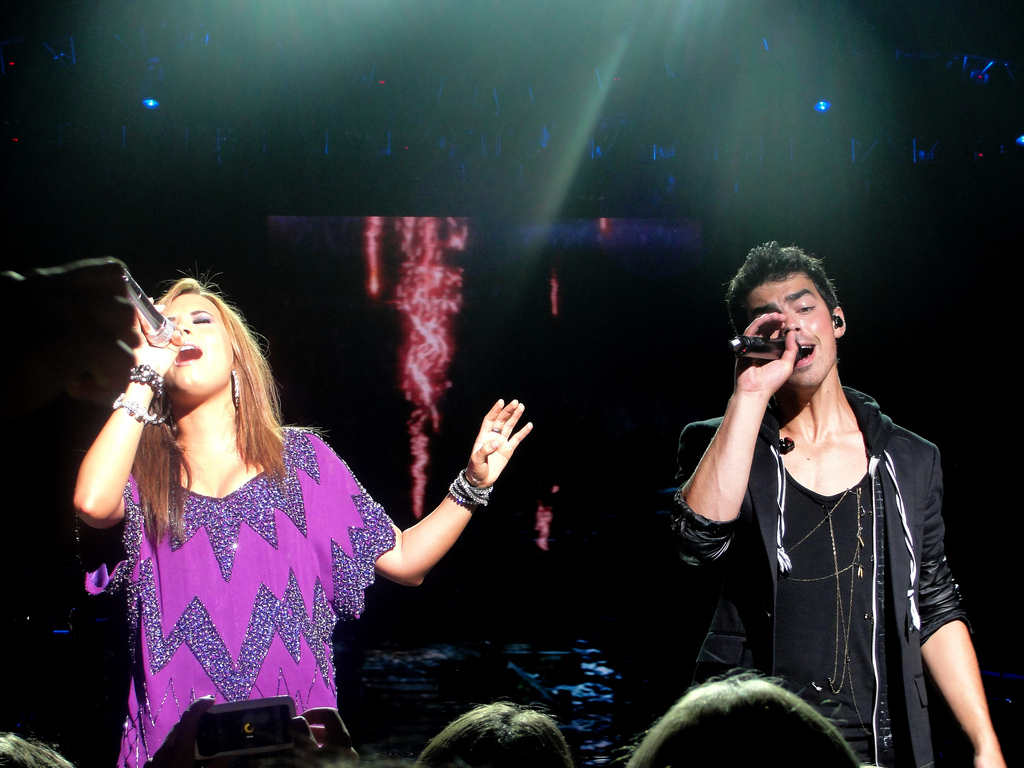
Demi Lovato a Joe Jonas v rámci turné Jonas Brothers Live In Concert

Demi Lovato vydal/a velké množství singlů, viz seznam písní. Do roku 2025 vydal/a celkem osm alb:
- Don't Forget (2008)
- Here We Go Again (2009)
- Unbroken (2011)
- Demi (2013)
- Confident (2015)
- Tell Me You Love Me (2017)
- Dancing With The Devil...The Art Of Starting Over (2021)
- HOLY FVCK (2022)

Absolvoval/a několik turné ať už sólo nebo jako hostující interpret:
| Název turné                      | Na turné jako | Název alba          | Rok          | Na turné s                                                                 |
| -------------------------------- | ------------- | ------------------- | ------------ | -------------------------------------------------------------------------- |
| Demi Live! Warm Up Tour          | hlavní hvězda | Don't Forget        | 2008         |                                                                            |
| Burnin' Up Tour                  | předskokan    | Don't Forget        | 2008–2009    | Jonas Brothers, Taylor Swift                                               |
| Summer Tour 2009                 | hlavní hvězda | Here We Go Again    | léto 2009    | Davidem Archuletou                                                         |
| Fall Tour 2009                   | hlavní hvězda | Here We Go Again    | podzim 2009  | Davidem Archuletou                                                         |
| South American Tour 2010         | hlavní hvězda | Here We Go Again    | začátek 2010 |                                                                            |
| Jonas Brothers Live in Concert   | doprovod      | Here We Go Again    | léto 2010    | Jonas Brothers, Alyson Stoner                                              |
| A Special Night with Demi Lovato | hlavní hvězda | Unbroken            | 2011–2012    | We the Kings                                                               |
| Neon Lights Tour                 | hlavní hvězda | Demi                | jaro 2014    |                                                                            |
| Sex and Love Tour                | předskokan    | Demi                | podzim 2014  | Enrique Iglesias                                                           |
| Demi World Tour                  | hlavní hvězda | Demi                | 2014-2015    |                                                                            |
| Future Now Tour                  | hlavní hvězda | Confident           | léto 2016    | Nick Jonas                                                                 |
| Tell Me You Love Me World Tour   | hlavní hvězda | Tell Me You Love Me | 2018         | DJ Khaled, Kehlani, Iggy Azalea (Severní Amerika); Jax Jones, Joy (Evropa) |

## Filmografie
| Film      | Film                         | Film                        | Film                                                            |
| Rok       | Film                         | Role                        | Poznámky                                                        |
| --------- | ---------------------------- | --------------------------- | --------------------------------------------------------------- |
| 2008      | Camp Rock                    | Mitchie Torres              | Hlavní role                                                     |
| 2009      | Jonas Brothers: 3D Koncert   | Sebe                        | 3D film z koncertu                                              |
| 2009      | Program na ochranu princezen | Rosalinda / Rosie           | Hlavní role                                                     |
| 2010      | Camp Rock 2: Velký koncert   | Mitchie Torres              | Hlavní role                                                     |
| 2010      | Be Counted Census            | Jasmine                     | Krátký film                                                     |
| 2012      | Demi Lovato: Stay Strong     | Sebe                        | Dokumentární                                                    |
| 2017      | Šmoulové: Zapomenutá vesnice | Šmoulinka                   | Hlas                                                            |
| 2018      | Princ Krasoň                 | Lenore                      | Hlas                                                            |
| 2020      | Eurovize                     | Katiana                     | Vedlejší role                                                   |
| 2021      | Dancing with The Devil       | Sebe                        | Dokumentární                                                    |
| Televize  |                              |                             |                                                                 |
| Rok       | Název                        | Role                        | Poznámky                                                        |
| 2002–2003 | Barney & Friends             | Angela                      | Hlavní role (7. a 8. řada)                                      |
| 2006      | Útěk z vězení                | Danielle Curtin             | Hostující účinkování, „First Down“ (2. řada, 4. díl)            |
| 2007-2008 | As The Bell Rings            | Charlotte Adams             | Hlavní role (Sezóna 1)                                          |
| 2008      | Just Jordan                  | Nicole                      | Hostující účinkování, "Slippery When Wet" (Sezóna 2, epizoda 6) |
| 2008      | Disney Channel Games         | Sebe                        | Účastník                                                        |
| 2008      | Studio DC: Almost Live       | Sebe                        | Druhá show                                                      |
| 2009–2011 | Sonny ve velkém světě        | Sonny Munroe                | Hlavní role                                                     |
| 2010      | Chirurgové                   | Hayley                      | Hostující účinkování, „Shiny Happy People“ (6. řada, 22. díl)   |
| 2010      | CNN                          | Sebe                        | Rozhovor o šikaně                                               |
| 2011      | Držte krok s Kardashians     | Sebe                        | Neuveden/a v titulcích (host na svatbě Kim Kardashian)          |
| 2012      | Demi Lovato: Stay Strong     | Sebe                        | Dokument o Demi Lovato (vysílán na MTV)                         |
| 2012      | Napálené celebrity           | Sebe                        | Díl: „Nick Cannon“                                              |
| 2012-13   | Americký X Factor            | Sebe                        | Porotce (2.–3. série)                                           |
| 2013-14   | Glee                         | Danielle „Dani“             | Vedlejší role, 5. řada (4 díly)                                 |
| 2015      | RuPaul's Drag Race           | Sebe / Hostující porotující | díl: „Divine Inspiration“                                       |
| 2015      | Od soumraku do úsvitu        | Maia                        | vedlejší role (2. řada)                                         |
| 2020      | Will & Grace                 | Jenny                       | Vedlejší role, 11. série                                        |

## Ocenění
| Rok  | Ocenění                | Kategorie                                                                               | Dílo                                  | Výsledek  |
| ---- | ---------------------- | --------------------------------------------------------------------------------------- | ------------------------------------- | --------- |
| 2009 | Young Artist Awards    | "Nejlepší vystoupení v TV filmu – Hlavní ženská role"                                   | Camp Rock                             | nominace  |
| 2009 | Teen Choice Awards     | "Nejprůlomovější ženská hvězda TV"                                                      | Sonny ve velkém světě                 | vítězství |
| 2009 | Teen Choice Awards     | "Nejlepší turné (sdílené s Davidem Archuletou)"                                         | Summer Tour 2009                      | vítězství |
| 2009 | Teen Choice Awards     | "Módní ikona červeného koberce"                                                         | On/a                                  | nominace  |
| 2009 | Teen Choice Awards     | "Nejoblíbenější letní ženská hvězda TV"                                                 | Program na ochranu princezen          | nominace  |
| 2009 | Alma Awards            | "Mimořádný úspěch v hudbě"                                                              | On/a                                  | nominace  |
| 2010 | People's Choice Awards | "Nejoblíbenější průlomový hudební umělec"                                               | On/a                                  | nominace  |
| 2010 | Young Artist Award     | "Nejlepší herecký výkon v TV filmu, miniseriálech nebo speciálech – Hlavní ženská role" | Program na ochranu princezen          | nominace  |
| 2010 | Teen Choice Awards     | "Nejoblíbenější komediální herečka TV"                                                  | Sonny ve velkém světě                 | nominace  |
| 2010 | Teen Choice Awards     | "Nejprůlomovější ženská umělkyně"                                                       | On/a                                  | nominace  |
| 2010 | Teen Choice Awards     | "Nejlepší hudební popové album"                                                         | Here We Go Again                      | nominace  |
| 2010 | Teen Choice Awards     | "Nejlepší zamilovaný song"                                                              | Catch Me                              | nominace  |
| 2010 | Teen Choice Awards     | "Nejlepší hostující (sdíleno s We The Kings)"                                           | We'll Be a Dream                      | nominace  |
| 2011 | People's Choice Awards | "Nejoblíbenější hostující hvězda TV"                                                    | Chirurgové                            | vítězství |
| 2011 | Teen Choice Awards     | "Nejoblíbenější komediální herečka TV"                                                  | Sonny ve velkém světě                 | nominace  |
| 2011 | Teen Choice Awards     | "Největší nervy"                                                                        | On/a                                  | nominace  |
| 2011 | Teen Choice Awards     | "Nejoblíbenější letní ženská hudební hvězda"                                            | On/a                                  | nominace  |
| 2011 | Teen Choice Awards     | "Nejlepší letní song"                                                                   | Skyscraper                            | vítězství |
| 2011 | Teen Choice Awards     | "Speciální cena – Acuvue Inspire Award"                                                 | On/a                                  | vítězství |
| 2011 | Do Something           | "TV hvězda"                                                                             | Sonny ve velkém světě                 | vítězství |
| 2011 | Do Something           | "Charitativní song (sdílen s Joem Jonasem)"                                             | Make A Wave                           | vítězství |
| 2011 | Alma Awards            | "Nejoblíbenější komediální herečka TV v hlavní roli"                                    | Sonny ve velkém světě                 | vítězství |
| 2011 | MTV O Music Awards     | "Nejlepší armáda fanoušků"                                                              | Následovníci Demi Lovato – "Lovatics" | nominace  |
| 2011 | MTV O Music Awards     | "Nejlepší umělec s fotoaparátem"                                                        | On/a                                  | vítězství |
| 2011 | Youth Rock Awards      | "Videoklip roku"                                                                        | Skyscraper                            | vítězství |
| 2012 | People's Choice Awards | "Nejoblíbenější popový umělec"                                                          | On/a                                  | vítězství |